# Seiki Ichihara
Seiki Ichihara (jap. 市原 聖曠, Ichihara Seiki) ist ein ehemaliger japanischer Fußballspieler und -trainer.

## Karriere
1981 betreute er die Japanische Fußballnationalmannschaft der Frauen bei der Fußball-Asienmeisterschaft 1981 in Hongkong.